# Chartów
Chartów – wieś sołecka w Polsce położona w województwie lubuskim, w powiecie sulęcińskim, w gminie Słońsk.
W latach 1975–1998 miejscowość administracyjnie należała do województwa gorzowskiego.
Wieś położona jest przy drodze powiatowej Ośno Lubuskie – Słońsk.

## Zabytki
Do wojewódzkiego rejestru zabytków wpisany jest:
- kościół ewangelicki, obecnie rzymskokatolicki filialny pod wezwaniem Przemienienia Pańskiego, szachulcowy, neogotycki z 1828 roku, przebudowany w połowie XIX wieku[5].

W granicach miejscowości znajduje się także miejsce lądowania grupy zwiadowców spadochronowych Armii Polskiej, z pamiątkowym głazem  upamiętniającą wydarzenie 27 listopada 1944. Do lipca 2019 znajdowała się na nim tablica, którą usunięto w wyniku dekomunizacji.